# 夏洛特·阿瑪莉埃 (黑森-菲利普斯塔爾)
夏洛特·阿瑪莉埃（德語：Charlotte Amalie，1730年8月11日—1801年9月7日），薩克森-邁寧根公爵夫人，黑森-菲利普斯塔爾伯爵卡爾一世的女兒。

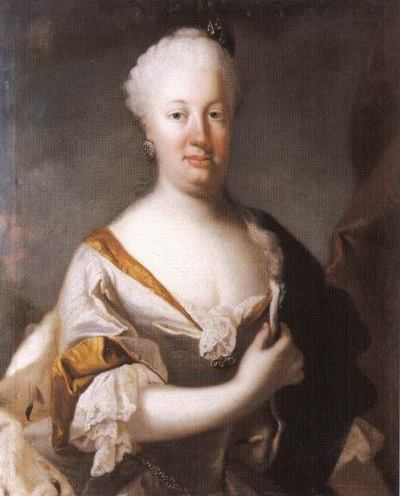

## 家庭
1750年，20歲的夏洛特·阿瑪莉埃與63歲的安東·烏爾里希結婚，兩人共有2子3女：
1. 夏洛特（1751年—1827年）
2. 路易絲（1752年—1805年）
3. 卡爾·威廉（1754年—1782年）
4. 格奧爾格（1761年—1803年）
5. 阿瑪莉埃（1762年—1798年）